# Saint-Chinian
Saint-Chinian ist eine französische Gemeinde mit 1775 Einwohnern (Stand 1. Januar 2022) im Département Hérault in der Region Okzitanien.

## Geschichte
Das Gebiet um die Gemeinde Saint-Chinian war bereits in prähistorischer Zeit besiedelt. Dort, wo heute die Kapelle Notre Dame de Nazareth der zur Gemeinde gehörenden Ortschaft Tudéry zu finden ist, befand sich ein Oppidum und unweit der Siedlung Felsklüfte mit Grabstätten. Spuren jungsteinzeitlicher Besiedelung, Dolmen und Höhlen sind in Camp Redon, Cauduro und Le Priou zu entdecken.
Aus römischer Zeit stammen die Überreste von insgesamt 21 Villen, die vor allem auf dem Gebiet der Ortschaften Les Pradasses und Le Burgas liegen, und westgotische Grabmale in Joucasso de Cazo, Saint-Laurent, Salabert, Sourteilho und Saint-Pierre de Figuières.
Die mittelalterliche Siedlungsgeschichte begann mit der Gründung eines Klosters am linken Flussufer des Vernazobre im Jahr 794 durch den Benediktinermönch Anhan, das alsbald den okzitanischen Namen Sanch Anhan (deutsch: Heiliger Anian) erhielt und für das seit 1102 die französischsprachige Graphie des Namens, Saint-Chinian, belegt ist. Bald begann das Kloster mit dem Weinbau und erlangte bis zum 14. Jahrhundert Bekanntheit in einem größeren Umfeld.

### Bevölkerungsentwicklung
| Jahr                       | 1962 | 1968 | 1975 | 1982 | 1990 | 1999 | 2007 | 2017 |
| Einwohner                  | 2065 | 1976 | 1886 | 1735 | 1705 | 1777 | 1813 | 1677 |
| Quellen: Cassini und INSEE |      |      |      |      |      |      |      |      |

## Wirtschaft
Saint-Chinian ist der namensgebende Hauptort des Weinbaugebietes Saint-Chinian.

## Meteorit
Am 25. Dezember 1959 ging in der Nähe von Saint-Chinian ein Meteorit nieder. Der Steinmeteorit vom Typ L6 zerplatzte in der Atmosphäre in mindestens zwei Teile von 77 bzw. 57,3 Gramm, die am Erdboden gefunden wurden.

## Persönlichkeiten
- Amiel-François Bessière (1869–1923), Geistlicher und römisch-katholischer Bischof von Constantine-Hippone
- Agustarello Affre (1858–1931), Opernsänger (Tenor)